# Arrhenechthites
Arrhenechthites é um género botânico pertencente à família Asteraceae.